# Glossadelphus anisopterus
Glossadelphus anisopterus là một loài Rêu trong họ Hypnaceae. Loài này được (Cardot & P. de la Varde) Broth. mô tả khoa học đầu tiên năm 1925.